# بريما
بريما (1954- 1984)، ممثلة هندية ظهرت في الأفلام باللغة المالايالامية. ولدت في مدينة تشيناي، وقد مثلت بشكل أساسي خلال الستينيات والسبعينيات في الأدوار المساندة وأدوار الأم في الأفلام.

## التمثيل
مثلت في أكثر من 50 فيلما واعتزلت التمثيل عام 1981، وهي والدة الممثلة شوبا.

## الوفاة
انتحرت بريما عام 1984 بعد أربع سنوات من وفاة ابنتها شوبا التي انتحرت في عام 1980.

## روابط خارجية
- بريما على موقع IMDb (الإنجليزية)
- بريما في قاعدة بيانات الأفلام على الإنترنت
- بريما في MSI